# Islands Nationalmuseum
Islands Nationalmuseum (Þjóðminjasafn Íslands) er Islands nationalmuseum. Det blev etableret den 24. februar 1863 med Jón Árnason som den første kurator for deres islandske samling, der tidligere havde været opbevaret på danske museer. Den anden kurator, Sigurður Guðmundsson, advokerede for etableringen af en antikvitetsamling, og museet blev kaldt Antikvarisk Samling frem til 1911.
Før det blev flyttet til den nuværende placering på Suðurgata 41, 101 Reykjavík, i 1950, befandt samlingen sig på forskelige lofter i Reykjavik, og i 40 år på Islands nationalbiblioteks bygning på Hverfisgata, Safnahúsið.
Museets faste udstilling indeholder omkring 2000 genstande der vedrører Islands historie.
En af de vigtigste genstande i den permanente udstilling er Valþjófsstaðurdøren, der er en berømt udskæring i træ fra omkring år 1200. Den viser løveridder-legenden, hvor en ridder dræber en drage, og således befrier en løve, der bliver hans følgesvend.